# Soulfire Artists
Soulfire Artists wurde im Sommer 2003 in München von Christoph Pössinger als Künstleragentur gegründet. Sie unterstützt die Musiker in den Bereichen Label, Onlinedistribution, Promotion, Booking und Management und ist in Geltendorf ansässig.
Pössinger war zuvor bei der Plattenfirma Virgin Records beschäftigt. Er sammelte erste Erfahrungen mit den Bands Deboone und Headcornerstone, die er als Manager betreute.
Zeitgleich erfolgte in Kooperation mit Philip Winter und Music Support Group der Release der ersten beiden CDs auf dem neu gegründeten Label Soulfire Artists. Schnell hat sich mit Rough Trade ein geeigneter Vertrieb für Deutschland und die Benelux-Länder gefunden. In Österreich fand man den Vertriebspartner Edel und in der Schweiz Musikvertrieb. Als Digitalvertrieb steht dem Label Kontor New Media zur Seite.
Das Unternehmen entwickelte sich zu einer der führenden deutschen Booking- und Promotionagenturen in den Bereichen Reggae, Ska und Weltmusik und realisierte Tourneen von Künstlern wie Junior Kelly, Glen Washington, Jamaram, Jahcoustix und vielen anderen.

## Veröffentlichungen
Bislang wurden 36 Tonträger veröffentlicht. Die wichtigsten seien hier aufgelistet. Eine vollständige Liste findet sich auf der Homepage von Soulfire Artists.
- Äl Jawala – The Ride
- Äl Jawala – Asphalt Pirate Radio
- Äl Jawala – Lost in Manele
- Äl Jawala – Live at Jazzhaus Freiburg Balkan Big Beats
- Dubplate48 – Cook & Curry
- I-Fire – Vom Schatten ins Licht
- Jahcoustix & Dubios Neighbourhood – Souljahstice
- Jamaram – La Famille (Release Oktober 2012)
- Jamaram – Kalahassi
- Jamaram – Never Too Late
- Jamaram – Ookuchaka!
- Headcornerstone - Stand Strong
- Killa Kela – For Those Who Joined Us
- Santeria and The Porn Horns – Rocksteady Telegraph
- Wally Warning – Slow Down
- Wally Warning – Who Am I (Re-Release)
- Wally Warning – Spiritual Soul (Re-Release)
- Capones  – Mistico Capital